# Trpín (district de Krupina)
Trpín (hongrois : Terpény) est un village de Slovaquie situé dans la région de Banská Bystrica.

## Histoire
La première mention écrite du village date de 1135.

## Démographie

### Évolution de la population
| Année:               | 1994. | 2004.    | 2014. | 2024.    |
| -------------------- | ----- | -------- | ----- | -------- |
| Nombre de personnes: | 137   | 118      | 118   | 106      |
| Différence:          |       | -13,86 % | +0 %  | -10,16 % |

| Année:               | 2023. | 2024.   |
| -------------------- | ----- | ------- |
| Nombre de personnes: | 113   | 106     |
| Différence:          |       | -6,19 % |